# الادرن
الادرن (به اسپانیایی: Aladrén) یک شهرستان در اسپانیا است که در استان ساراگوسا واقع شده‌است.